# Територія Луїзіана
38°38′00″ пн. ш. 90°11′00″ зх. д. / 38.633333° пн. ш. 90.183333° зх. д.
Територія Луїзіана (англ. Louisiana Territory) — інкорпорована організована територія США, що існувала з 4 липня 1805 до 4 червня 1812, коли була перейменована в Територію Міссурі. Утворена з частини земель, придбаних США в результаті купівлі Луїзіани.

## Історія
Включала землі на північ від 33 паралелі (південний кордон сучасного штату Арканзас). На півдні та заході кордони з іспанським Техасом та Нью-Мексико не були визначені, доки не було підписано договору Адамса — Ониса 1819. Столицею Території було місто Сент-Луїс.
Було створено п'ять округів: Сент-Луїс, Сент-Чарльз, Сент-Женев'єв, Мис Жерардьє та Нью-Мадрид.
У зв'язку з тим, що 30 квітня 1812 Орлеанська територія (також розташована на території історичної Луїзіани) увійшла до складу США як штат під назвою Луїзіана, 4 червня 1812 на 12-му Конгресі США прийнято рішення перейменувати Територію Луїзіана, щоб розрізняти назви штату та сусідньої з ним території.

## Адміністрація

### Губернатори
- Джеймс Вілкінсон (1805-1807)
- Меріуезер Льюїс (1807-1809)
- Вільям Кларк (1813-1820)[1][2]